# Закон одностороннього потоку енергії в ценоекосистемах
Закон одностороннього потоку енергії в ценоекосистемах (біоценозах), закон, згідно з яким енергія, що отримується біоценозом, шляхом ендотермічного фотосинтезу автотрофними організмами — продуцентами разом з їх біомасою передається гетеротрофним організмам — консументам (спочатку фітофагами, від них зоофагами першого порядку, потім другого і третього порядків) і мікроорганізмами — редуцентам. Напрямок всього цього енергетичного потоку необоротний і представляється у вигляді екологічної піраміди.